# Baek Seung-do
Baek Seung-do (né le 16 juin 1968) est un athlète sud-coréen, spécialiste des courses de fond.

## Biographie
Il remporte la médaille d'or du 10 000 m lors des championnats d'Asie 1998, à Fukuoka.

### Palmarès
| Date | Compétition         | Lieu    | Résultat | Épreuve  | Performance    |
| ---- | ------------------- | ------- | -------- | -------- | -------------- |
| 1993 | Championnats d'Asie | Manille | 3e       | 10 000 m | 30 min 24 s 02 |
| 1998 | Championnats d'Asie | Fukuoka | 6e       | 5 000 m  | 14 min 2 s 95  |
| 1998 | Championnats d'Asie | Fukuoka | 1er      | 10 000 m | 30 min 12 s 26 |
| 1998 | Jeux asiatiques     | Bangkok | 3e       | 5 000 m  | 13 min 57 s 11 |
| 1998 | Jeux asiatiques     | Bangkok | 4e       | 10 000 m | 29 min 12 s 01 |

### Records
| Épreuve  | Performance    | Lieu  | Date            |
| -------- | -------------- | ----- | --------------- |
| Marathon | 2 h 8 min 49 s | Tokyo | 13 février 2000 |